# Inverigo
Inverigo is een gemeente in de Italiaanse provincie Como (regio Lombardije) en telt 8209 inwoners (31-12-2004). De oppervlakte bedraagt 10,0 km², de bevolkingsdichtheid is 884 inwoners per km².

## Demografie
Inverigo telt ongeveer 3296 huishoudens. Het aantal inwoners steeg in de periode 1991-2001 met 1,2% volgens cijfers uit de tienjaarlijkse volkstellingen van ISTAT.
| Jaar | Inwoneraantal |
| ---- | ------------- |
| 1991 | 7733          |
| 2001 | 7825          |

## Geografie
Inverigo grenst aan de volgende gemeenten: Alzate Brianza, Arosio, Brenna, Briosco (MI), Carugo, Giussano (MI), Lambrugo, Lurago d'Erba, Nibionno (LC), Veduggio con Colzano (MI).

## Geboren
- Alberto Cova (1 december 1958), atleet

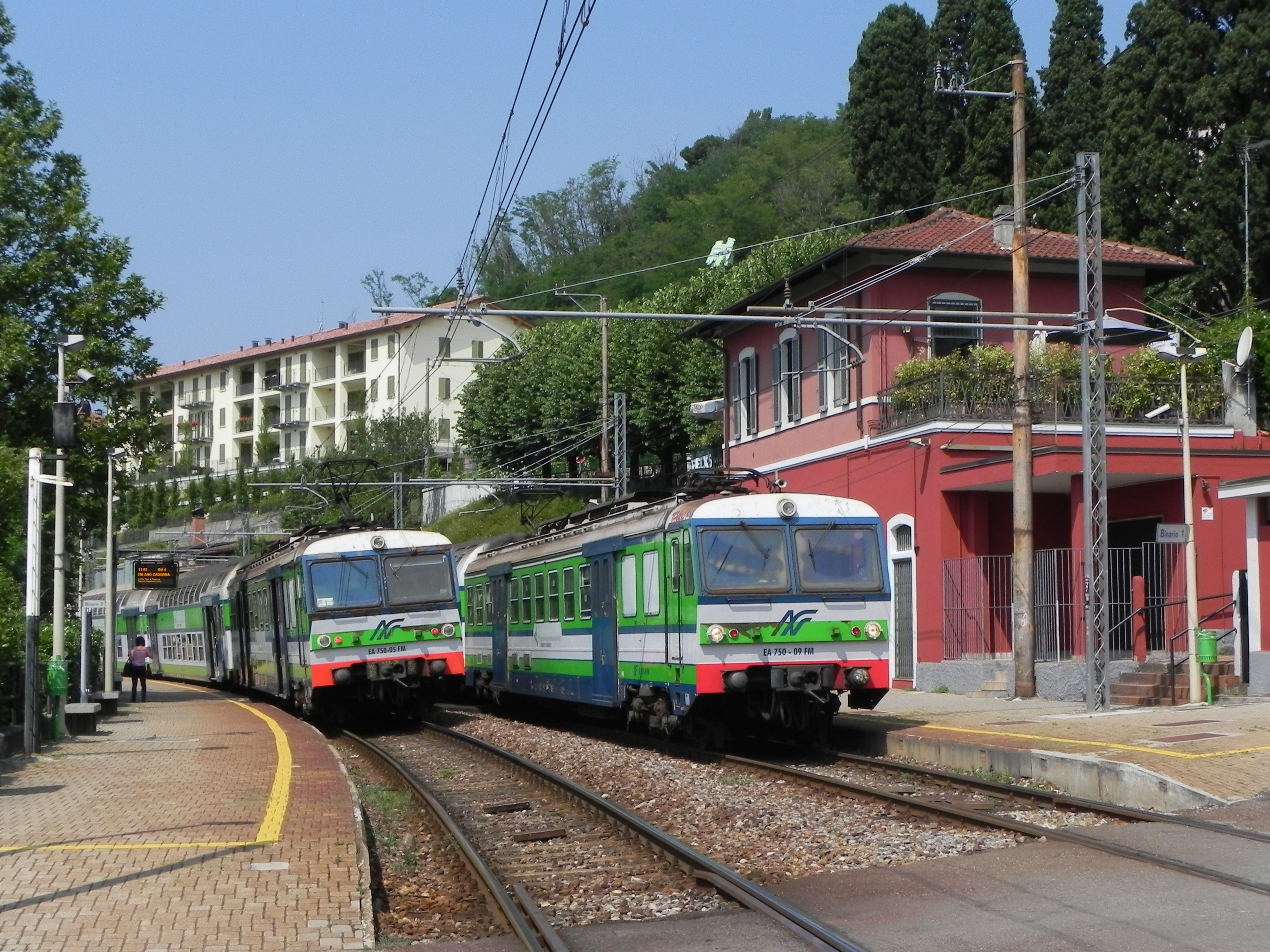

Albavilla · Albese con Cassano · Albiolo · Alserio · Alta Valle Intelvi · Alzate Brianza · Anzano del Parco · Appiano Gentile · Argegno · Arosio · Asso · Barni · Bellagio · Bene Lario · Beregazzo con Figliaro · Binago · Bizzarone · Blessagno · Blevio · Bregnano · Brenna · Brienno · Brunate · Bulgarograsso · Cabiate · Cadorago · Caglio · Cagno · Campione d'Italia · Cantù · Canzo · Capiago Intimiano · Carate Urio · Carbonate · Carimate · Carlazzo · Carugo · Caslino d'Erba · Casnate con Bernate · Cassina Rizzardi · Castelmarte · Castelnuovo Bozzente · Cavallasca · Cavargna · Centro Valle Intelvi · Cerano d'Intelvi · Cermenate · Cernobbio · Cirimido · Claino con Osteno · Colonno · Colverde · Como · Corrido · Cremia · Cucciago · Cusino · Dizzasco · Domaso · Dongo · Dosso del Liro · Erba · Eupilio · Faggeto Lario · Faloppio · Fenegrò · Figino Serenza · Fino Mornasco · Garzeno · Gera Lario · Grandate · Grandola ed Uniti · Gravedona ed Uniti · Griante · Guanzate · Inverigo · Laglio · Laino · Lambrugo · Lanzo d'Intelvi · Lasnigo · Lezzeno · Limido Comasco · Lipomo · Livo · Locate Varesino · Lomazzo · Longone al Segrino · Luisago · Lurago Marinone · Lurago d'Erba · Lurate Caccivio · Magreglio · Mariano Comense · Maslianico · Menaggio · Merone · Moltrasio · Monguzzo · Montano Lucino · Montemezzo · Montorfano · Mozzate · Musso · Nesso · Novedrate · Olgiate Comasco · Oltrona di San Mamette · Orsenigo · Peglio · Pianello del Lario · Pigra · Plesio · Pognana Lario · Ponna · Ponte Lambro · Porlezza · Proserpio · Pusiano · Rezzago · Rodero · Ronago · Rovellasca · Rovello Porro · Sala Comacina · San Bartolomeo Val Cavargna · San Fermo della Battaglia · San Nazzaro Val Cavargna · San Siro · Schignano · Senna Comasco · Solbiate · Sorico · Sormano · Stazzona · Tavernerio · Torno · Tremezzina · Trezzone · Turate · Uggiate-Trevano · Val Rezzo · Valbrona · Valmorea · Valsolda · Veleso · Veniano · Vercana · Vertemate con Minoprio · Villa Guardia · Zelbio
1. ↑  https://demo.istat.it/?l=it.